# Kazimierz Woźniak
Kazimierz Woźniak (ur. 8 lipca 1933 w Rzeszowie, zm. 29 kwietnia 1994 tamże) – polski inżynier mechanik, nauczyciel akademicki, działacz organizacji technicznych, poseł na Sejm X kadencji.

## Życiorys
Kształcił się w I Liceum Ogólnokształcącym im. ks. Stanisława Konarskiego w Rzeszowie. Ukończył następnie w 1956 studia inżynierskie na Wydziale Mechanicznym Politechnice Krakowskiej. Na tej samej uczelni w 1965 uzyskał tytuł zawodowy magistra inżyniera mechanika.
Pracę zawodową podjął w 1951 w Wytwórni Sprzętu Komunikacyjnego „PZL-Rzeszów”, zaczynał jako tokarz, doszedł do stanowiska głównego specjalisty ds. organizacji pracy i szefa produkcji wydziałów filialnych. Od 1970 przeszedł do pracy w Katedrze Obróbki Skrawaniem i Obrabiarek Politechniki Rzeszowskiej. Od końca lat 50. działał w Stowarzyszeniu Inżynierów i Techników Mechaników Polskich, od 1976 pełnił funkcję dyrektora rzeszowskiego ośrodka doskonalenia kadr SIMP. Wchodził przez wiele lat w skład władz wojewódzkich tej organizacji, od 1987 do czasu swojej śmierci w 1994 zajmował stanowisko przewodniczącego zarządu oddziału wojewódzkiego stowarzyszenia w Rzeszowie.
W 1989 uzyskał mandat posła na Sejm kontraktowy. Został wybrany w okręgu rzeszowskim z puli Polskiej Zjednoczonej Partii Robotniczej, do której należał w latach 1962–1989. Przystąpił później do Klubu Niezależnych Posłów, a na koniec kadencji był posłem niezrzeszonym. Zasiadał w Komisji Edukacji, Nauki i Postępu Technicznego, Komisji Ochrony Środowiska, Zasobów Naturalnych i Leśnictwa oraz Komisji Konstytucyjnej. W 1991 nie ubiegał się o reelekcję.
Odznaczony m.in. Krzyżem Kawalerskim Orderu Odrodzenia Polski, a także wyróżniany odznakami branżowymi.
Pochowany na cmentarzu Wilkowyja w Rzeszowie.